# اینگا ادالیس
 اینگا ادالیس(نام علمی: Inga edulis) نام یک گونه از تیره باقلاییان است.